# Groquik
Groquik est l'ancienne mascotte francophone des chocolats de petit déjeuner Nesquik du groupe Nestlé. Créé en 1978, il est remplacé en 1990 par Quicky.

## Histoire
Apparu en 1978, c'est un gros personnage jaune, débonnaire, affectueux et coiffé d'un chapeau de paille. Il a été dessiné par Gilbert Mas, et une marionnette géante a été réalisée pour les spots publicitaires dès 1978 par Yves Brunier.
Groquik était aussi la mascotte grecque de Nesquik et s'appelait Kuikáras (Κουικάρας) en grec.

## L'éviction
En 1990, Groquik, sous prétexte de départ en vacances, fut remplacé par un personnage jugé plus en phase avec l'époque (c'est-à-dire plus mince). Il s'agit d'un lapin nommé Quicky. Malgré les protestations des admirateurs de Groquik, celui-ci ne revint jamais. Groquik donnait une mauvaise image au produit, car on aurait pu croire que Nesquik faisait grossir, c'est pourquoi on l'a remplacé.
Groquik a toutefois refait une apparition officielle sur Internet mi-2001, à l’occasion d’un site événementiel à l’initiative du directeur marketing de l’époque Gilles Bossis.
Groquik apparaît dans le livre illustré sur les jouets de la période 1970–1980 (Nos Jouets 70–80, Éditions Hors Collection, octobre 2008). Sébastien Carletti, l'un des auteurs, a négocié de nombreux mois avec Nestlé France afin qu'un accord soit trouvé pour l'exploitation du personnage dans le cadre de cet album.[réf. nécessaire]
Groquik est utilisé le 3 février 2010 dans Camille Combal et son orchestre pour un jeu de blind test.[réf. nécessaire]
En avril 2020, il devient la mascotte de la communauté Gauloise sur le réseau social amino.[réf. nécessaire]

## Musique
Nestlé garde la même plage sonore lors des apparitions du lapin mais dans un rythme plus moderne, le thème original étant Rectangle de Jacno plus connue dans la version de Gigi D'Agostino.